# Rhinoclemmys nasuta
Espèce
Synonymes
- Nicoria nasuta Boulenger, 1902

Statut de conservation UICN

 NT  : Quasi menacé
Rhinoclemmys nasuta est une espèce de tortues de la famille des Geoemydidae.

## Répartition
Cette espèce se rencontre :
- en Colombie dans les départements de Cauca, de Chocó, de Nariño et de Valle del Cauca ;
- en Équateur.

## Publication originale
- Boulenger, 1902 : Descriptions of new Batrachians and Reptiles from North-western Ecuador. Annals and Magazine of Natural History, ser. 7, vol. 9, p. 51-57 (texte intégral).